# Mino Caprio
Guglielmo Caprio, detto Mino (Roma, 17 novembre 1955), è un attore, doppiatore, direttore del doppiaggio e regista teatrale italiano, noto per il doppiaggio di Peter Griffin nella serie animata I Griffin e di C-3PO a partire dalla seconda trilogia di Guerre stellari.

## Biografia
Parallelamente alle sue prime esperienze teatrali a metà anni settanta, ha studiato Giurisprudenza alla Sapienza - Università di Roma, conseguendo la laurea nel 1978, per poi insegnare materie giuridiche al liceo nel biennio 1980-81. Al cinema e in televisione ha interpretato in diversi casi il personaggio di un prete e, con meno frequenza, di un professore o preside. Come doppiatore, oltre a Peter Griffin ne I Griffin e C-3PO a partire dai prequel della saga di Guerre stellari, è la voce italiana di Kermit la Rana dei Muppet (prendendo il posto di Willy Moser), di alcuni personaggi dei Looney Tunes nonché di Lupo Alberto nell'omonima serie animata (sostituendo Francesco Salvi, che lo aveva doppiato nella prima stagione) in cui ha dato la voce anche a Glicerina; inoltre ha doppiato il personaggio di Arthur Weasley, interpretato da Mark Williams, della saga cinematografica di Harry Potter e gli attori Benoît Poelvoorde e Martin Short in molte occasioni. Ha doppiato un gran numero di personaggi animati, fra questi anche il barista Boe Szyslak dalla prima alla settima stagione de I Simpson e continuativamente Nonno Simpson, a partire dalla stagione 23, in sostituzione del doppiatore storico Mario Milita; ha dato la voce a Ogden Wernstrom nelle prime cinque stagioni di Futurama, al Professor Farnsworth a partire dalla sesta stagione, in sostituzione di Sergio Graziani, a Richard Watterson e altri personaggi ne Lo straordinario mondo di Gumball e a Bob Belcher a partire dal dodicesimo episodio della decima stagione fino all'undicesimo episodio della quattordicesima stagione della serie animata Bob's Burgers, subentrando a Roberto Stocchi.
Nelle serie televisive ha doppiato fra gli altri Paul McCrane nel ruolo di Robert Romano in E.R. - Medici in prima linea e Niles, interpretato da Daniel Davis, ne La tata. In quanto doppiatore di Peter Griffin, è stato scelto come voce italiana dell'orso Ted nell'omonimo film di Seth MacFarlane.

### Vita privata
È sposato e ha due figli, gli attori e doppiatori Gabriele Caprio (2004), assieme al quale ha doppiato il lungometraggio animato Pinocchio di Enzo D'Alò, rispettivamente nei ruoli di Pinocchio e Geppetto, e Teo Achille Caprio (2006).
È tifoso della Lazio.

## Teatro

### Attore
- Sogno di una notte di mezza estate di William Shakespeare, regia e musiche di Mino Caprio (1975)
- Un'ora d'amore di Josef Topol, regia di G.F. Belardo (1977)
- Meo Patacca, testo, regia e musiche di Mino Caprio (1978)
- Caro Venanzio te' scrivo, testo e regia di Enzo Liberti (1983)
- Er Vangelo seconno noartri di Bartolomeo Rossetti, regia di Enzo Liberti (1984)
- Room Service di John Murray e Allen Boretz, regia di Massimo Milazzo (1985)
- Il malloppo di Joe Orton, regia di Massimo Milazzo (1985)
- Sipari e siparietti di Giorgio Lopez e Mino Caprio, regia di Massimo Milazzo (1988)
- Foto di classe, testo, regia e musiche di Mino Caprio (1988)
- Poveri davanti a Dio di Cesare Giulio Viola, regia di Sergio Bargone, con Salvo Randone (1989)
- Conoscenza carnale di Jules Feiffer, regia di Massimo Milazzo (1990)
- A volte un gatto di Cristiano Censi, regia di Massimo Milazzo, con Carmen Onorati, Giorgio Lopez e Paola Valentini (1990-1991)[5]
- Amore di Ljudmila Petruševskaja, regia di Tonino Pulci (1992)
- Lassù qualcuno ci guarda di Frank McGuinness, regia di Adriana Martino (1993)
- Coriandoli peccaminosi di Ludovica Marineo da un'idea di Mino Caprio, regia di Massimo Milazzo (1994)
- Cabaret da viaggio, regia di Vittorio Franceschi, Teatro Due di Roma (2000)
- Confusioni di Alan Ayckbourn, regia di Adriana Martino (2003)
- La leggenda del grande inquisitore, da Fëdor Dostoevskij (2010)[6]
- Raffaello e la leggenda della Fornarina di Giancarlo Acquisti e Alessandro Acquisti, regia di Marcello Sindici (2014)[7]
- Inaudito, testo e regia di Giorgio Lopez, con Paolo Buglioni, Teatro Petrolini (2015)[8]

### Regista
- Sogno di una notte di mezza estate (1975)
- Meo Patacca (1978)
- L'Odissea, da Omero, di Mino Caprio (1979)
- L'accendino, da Hans Christian Andersen, di Mino Caprio (1981)
- Foto di classe (1988)

## Filmografia

### Cinema
- L'abbiamo fatta grossa, regia di Carlo Verdone (2016)
- La verità sta in cielo, regia di Roberto Faenza (2016)
- La mia famiglia a soqquadro, regia di Max Nardari (2017)
- A.N.I.M.A., regia di Pino Ammendola e Rosario Montesanti (2019)
- Shortcut, regia di Alessio Liguori (2020)
- Roma blues, regia di Gianluca Manzetti (2023)[9]

### Televisione
- La scalata, regia di Vittorio Sindoni – miniserie TV (1993)
- Un commissario a Roma, regia di Luca Manfredi – miniserie TV (1993)
- Lui e lei – serie TV (1998)
- Linda e il brigadiere – serie TV (1998)
- Non lasciamoci più – serie TV, episodio 2x03 (2001)
- La squadra – serie TV, episodio 2x01-3x05 (2001-2002)
- Un medico in famiglia – serie TV, episodio 4x1 (2004)
- Il generale Dalla Chiesa – miniserie TV, regia di Giorgio Capitani (2007)
- Cugino & cugino – serie TV (2011)
- Don Matteo – serie TV, episodio 1x07-12x10 (2000-2020)
- Lo zio d'America – serie TV (2004)
- Una buona stagione, regia di Gianni Lepre e Fabio Jephcott – miniserie TV (2014)
- Che Dio ci aiuti 3 – serie TV (2014)
- Un passo dal cielo – serie TV (2019)
- Il paradiso delle signore – serie TV (2020)

#### Prosa televisiva Rai
- Coriandoli peccaminosi, testo e regia di Ludovica Marineo da un'idea di Mino Caprio, trasmessa l'8 febbraio 1997.

### Cortometraggi
- Invisibile, regia di Max Nardari (2018)
- La vita in una scatola, regia di Fausto Petronzio (2020)

## Radio
- Tra l'incudine e il martello (varietà, Rai Radio 2, 1998)
- Chi ha ucciso William Shakespeare?, regia di Francesca Draghetti (sceneggiato, 1999)
- Le inchieste del commissario Maigret: Felicie (sceneggiato, Rai Radio 2, 2001)
- Arnaldo da Villanova ne La furia di Eymerich (sceneggiato, Rai Radio 2, 2001)
- Groucho in Dylan Dog (sceneggiato, Rai Radio 2, 2002 e 2004)
- maggiordomo Battista in Diabolik, il re del terrore (sceneggiato, 2002)
- Medico in Mata Hari (sceneggiato, Rai Radio 2, 2003)
- Isidore in Blade Runner, cacciatore di androidi (sceneggiato, Rai Radio 2, 2003)
- Mr. Jones ne I fratelli Marx (sceneggiato, 2004)
- Don Milani in Don Milani, prete scomodo, regia di Paolo Buglioni per il Teatro della Misericordia (Radio Vaticana, 2015)[10]
- Guglielmo Marconi in La Ragazza Delle Onde (sceneggiato, Radioimmaginaria e RaiPlay Sound, 2023)

## Doppiaggio

### Film
- Mark Williams in Harry Potter e la camera dei segreti, Harry Potter e il prigioniero di Azkaban, Harry Potter e il calice di fuoco, Harry Potter e l'Ordine della Fenice, Harry Potter e il principe mezzosangue, Harry Potter e i Doni della Morte - Parte 1, Harry Potter e i Doni della Morte - Parte 2
- Anthony Daniels in Star Wars - Episodio I - La minaccia fantasma, Star Wars - Episodio II - L'attacco dei cloni, Star Wars - Episodio III - La vendetta dei Sith, Star Wars - Il risveglio della Forza, Rogue One: A Star Wars Story, Star Wars - Gli ultimi Jedi, Star Wars - L'ascesa di Skywalker
- Martin Short in Spiderwick - Le cronache, Santa Clause è nei guai, Il padre della sposa, Il padre della sposa 2, In fuga per tre, Finché dura siamo a galla, Da giungla a giungla, Mumford, Vizio di forma
- Benoît Poelvoorde in Quello che gli uomini non dicono, Kill Me Please, Emotivi anonimi, Dio esiste e vive a Bruxelles, Saint Amour, Sono dappertutto, Una famiglia in affitto, 7 uomini a mollo
- Daniel Stern in Mamma, ho perso l'aereo, Mamma, ho riperso l'aereo: mi sono smarrito a New York, Blue Jeans, Celtic Pride - Rapimento per sport
- Daniel Prévost ne La cena dei cretini, Un uomo e il suo cane, Il piccolo Nicolas e i suoi genitori, Le vacanze del piccolo Nicolas
- Seth MacFarlane in Ted, Un milione di modi per morire nel West, Ted 2
- Jet Li ne I mercenari - The Expendables, I mercenari 2, I mercenari 3
- William H. Macy in Fargo, Room, Blood Father
- Daniel Day-Lewis in My Beautiful Laundrette - Lavanderia a gettone, Camera con vista
- Steve Buscemi in New York Stories, Big Fish - Le storie di una vita incredibile
- Simon Russell Beale in Morto Stalin, se ne fa un altro, Museo - Folle rapina a Città del Messico
- Rufus Beck in Bibi piccola strega, Bibi piccola strega 2
- Mark Rylance in Waiting for the Barbarians, Don't Look Up
- Voce narrante in Un Natale a casa Croce,[11] Nato il sei ottobre[12]
- Peter Elliott, Daniel Peacock e Alan Cox ne Lo schiaccianoci
- Edwin Neal in Non aprite quella porta
- Cliff Curtis in Three Kings
- Chris Elliott in Scary Movie 2
- Robert Knepper in Hitman - L'assassino
- Rolf Kanies in Hitman: Agent 47
- Darren T. Knaus in Mamma, ho preso il morbillo
- Sid Caesar in Grease - Brillantina
- Tony Curran ne La leggenda degli uomini straordinari
- Jim Broadbent ne I rubacchiotti
- Sim Evan-Jones in Le cronache di Narnia - Il principe Caspian
- Woody Harrelson in 2012
- Toby Jones in Jurassic World - Il regno distrutto
- Michael Jeter in Un topolino sotto sfratto
- Matt Vogel in Alice attraverso lo specchio
- Leif Tilden in Tartarughe Ninja II - Il segreto di Ooze
- Saul Rubinek in The Family Man
- John Steiner in Paprika
- Bill Nighy in Love Actually - L'amore davvero
- Leland Orser ne La giuria
- Tim McInnerny in Notting Hill
- James Frain in Come l'acqua per gli elefanti
- Alban Aumard in Dream Team
- Sonny Chiba in Air Force - Aquile d'acciaio 3
- Denis O'Hare in Fuori controllo
- Joe Grifasi in Una pallottola spuntata 33⅓ - L'insulto finale
- Todd Field in Eyes Wide Shut
- Viggo Mortensen in Carlito's Way
- Lou di Bella in Rocky Balboa
- Matthew Modine in Una vedova allegra... ma non troppo
- Tom Sizemore in Passenger 57 - Terrore ad alta quota
- Michael Emerson in The Legend of Zorro
- Ronald Pickup in Mission
- Frank Medrano in Sleepers
- Nathan Osgood in Red Lights
- Steve Whitmire in Mr. Magorium e la bottega delle meraviglie
- Linus Roache in The Forgotten
- Benedict Wong in Prometheus
- Jackie Shroff in King Uncle
- Larry Storch ne Il silenzio dei prosciutti
- Rhys Darby in Guns Akimbo
- Gary Grossman in Bachelor Party - Addio al celibato
- Patrick Malahide in Spy
- Eddie Marsan in 7 giorni a Entebbe
- Gérard Jugnot in Les choristes - I ragazzi del coro
- Phelim Drew ne Le ceneri di Angela
- Warren Keith ne Il grande Lebowski
- Alex Jennings in The Queen - La regina
- John Tormey ne La maledizione dello scorpione di giada
- Renato Pais Bianco ne Il segreto del Bosco Vecchio
- Clive Riche in Dellamorte Dellamore
- Ronald Kukulies in Balloon - Il vento della libertà
- Frank C. Turner in Sonic - Il film
- Harry Groener in Oppenheimer
- Attore nel bordello in Zatōichi
- Richard Williams in Senna[13]
- Jared harris in Resident Evil: Apocalypse

### Film d'animazione
- Kermit la rana in Ecco il film dei Muppet, Giallo in casa Muppet, Festa in casa Muppet, I Muppet nell'isola del tesoro, I Muppets venuti dallo spazio, Natale con i Muppet, I Muppet e il mago di Oz, A Muppet Christmas: Letters To Santa, I Muppet, Muppets 2 - Ricercati, Muppets Haunted Mansion - La casa stregata
- Petrie in Alla ricerca della Valle Incantata 2, Alla ricerca della Valle Incantata 3 - Il mistero della sorgente, Alla ricerca della Valle Incantata 4 - La terra delle nebbie, Alla ricerca della Valle Incantata 5 - L'isola misteriosa, Alla ricerca della Valle Incantata 6 - Il segreto di Saurus Rock
- Pleakley in Lilo & Stitch, Provaci ancora Stitch!, Lilo & Stitch 2 - Che disastro Stitch!, Leroy & Stitch
- Puffin ne L'incantesimo del lago, L'incantesimo del lago 2 - Il segreto del castello, L'incantesimo del lago 3 - Lo scrigno magico
- Tappo (canto) in Buon anno con Winnie the Pooh, Winnie the Pooh: Ro e la magia della primavera, Winnie the Pooh e gli Efelanti, Il primo Halloween da Efelante, Ritorno al Bosco dei 100 Acri
- Griffin l'uomo invisibile in Hotel Transylvania, Hotel Transylvania 2, Hotel Transylvania 3 - Una vacanza mostruosa e Hotel Transylvania - Uno scambio mostruoso
- Myoga in Inuyasha the Movie - Un sentimento che trascende il tempo, Inuyasha the Movie - Il castello al di là dello specchio, Inuyasha the Movie - La spada del dominatore del mondo
- Puzza in Casper - Un fantasmagorico inizio e Casper e Wendy - Una magica amicizia
- Wheezy in Toy Story 2 - Woody e Buzz alla riscossa, Buzz Lightyear da Comando Stellare - Si parte!; Ronald Tompkins in Toy Story of Terror
- C-3PO in Star Wars: The Clone Wars e Ralph spacca Internet
- Geppetto in Bentornato Pinocchio e Pinocchio (2012)
- Marvin il Marziano in Looney Tunes: Due conigli nel mirino, Space Jam: New Legends
- Bob Cratchit e Belinda Cratchit in Festa in casa Muppet
- Mugsy e presentatore TV in Looney, Looney, Looney Bugs Bunny Movie (ridoppiaggio)[14]
- Otto e Spadaccino Grasso in Barbie Raperonzolo
- Ciambellano e Guardia #2 in Barbie - La principessa e la povera
- Fumino e Sbuffino in Polar Express
- Asterix in Asterix e la grande guerra
- Ferdinando il cane in Tom & Jerry - Il film
- Narratore in Aladdin
- Radetzky ne L'eroe dei due mondi (1994)
- Sebastian ne La principessa sul pisello (2002)
- Sergente Garcia ne Lo straordinario Zorro
- Digit in Fievel sbarca in America
- Freddie in Freddie the Frog
- Topus Waterat ne Le avventure di Ichabod e Mr. Toad
- Chuffie in Cani miliardari
- Accalappiacani in Lilli e il vagabondo II - Il cucciolo ribelle
- Gioielliere e Butch in Tom & Jerry e l'anello incantato
- Professor Snork in Felix - Il coniglietto e la macchina del tempo
- Fritz / Petunia ne I Robinson - Una famiglia spaziale
- Frank in Barry, Gloria e i Disco Worms
- Lars ne La carica dei 101 II - Macchia, un eroe a Londra
- Aogaeru ne La città incantata
- Koroku in Princess Mononoke
- Il papà in Zero Zero
- Goffardo in We're Back! - 4 dinosauri a New York
- John Cloths in Lupin III - Viaggio nel pericolo
- Gune in Titan A.E.
- Rospo ne Il vento nei salici
- Salem in Sabrina - Amiche per sempre
- Il professore in Gaya
- Bruco in Cipollino
- Banditore Cittadino in La sposa cadavere
- Peter Griffin ne La storia segreta di Stewie Griffin
- Mercury in Valiant - Piccioni da combattimento
- Peck in Barnyard - Il cortile
- Feldmaresciallo in Lissy - Principessa alla riscossa
- Pa Grape ne I pirati fannulloni
- Il Ramazzatutto in Nat e il segreto di Eleonora
- Larry ne Uno zoo in fuga
- Lester ne Le avventure del topino Despereaux
- Ambrose in Rango
- Echidna ne Il regno di Ga'Hoole - La leggenda dei guardiani
- Carl Murphy in Mostri contro alieni
- Professor Z in Cars 2
- Zombie in Ralph Spaccatutto
- Il preside Purdy in Mr. Peabody e Sherman
- Xolal in Mune - Il guardiano della luna
- Presentatore di Pavonita in Pedro: Galletto coraggioso
- Tacho in Pinguini alla riscossa
- Pepe ne Le stagioni di Louise
- King ne L’isola dei cani
- Bryan ne I primitivi
- Gatto Pazzo in Pets 2 - Vita da animali
- Orso Maitre ne La famosa invasione degli orsi in Sicilia
- Sig. Willoughby ne La famiglia Willoughby
- Giustino Bagge in Viaggio ad Altrove: Scooby-Doo! incontra Leone il cane fifone
- Mr. Mustela ne La famiglia Addams 2
- Bob Belcher in Bob's Burgers - Il film
- Giasone in Argonuts - Missione Olimpo
- Wallace in Questione di pane o di morte
- Vecchio in Sword of the Stranger
- Ika Chu in Paws of Fury - La leggenda di Hank
- Il sindaco in Un'avventura spaziale - Un film dei Looney Tunes

### Serie televisive
- vari personaggi in Hill Street giorno e notte
- Wallace Shawn in Ragazze a Beverly Hills, Eureka, Gossip Girl, Law & Order - Unità vittime speciali (ep. 10x13), La fantastica signora Maisel, The Good Fight
- Jan Kraus in Fantaghirò e La meravigliosa storia di Fantaghirò
- Paul McCrane in E.R. - Medici in prima linea, Harry's Law
- Bill Dow in Stargate SG-1, Stargate Atlantis
- Christian Clemenson in Boston Legal, American Crime Story
- Jason Watkins in Taboo, A Very English Scandal
- Bob Balaban ne La direttrice, Condor
- Martin Short in Merlino, Only Murders in the Building
- Larry Hankin, Fisher Stevens e Dan Castellaneta in Friends
- Brion James in I ragazzi della prateria
- Daniel Davis ne La tata
- Jim Hoffmaster in Shameless
- Michael Roberds ne La nuova famiglia Addams
- Enrico Colantoni in Person of Interest
- Ernie Grunwald ne La signora in giallo (ep.9x17)
- Jenji in Power Rangers Mystic Force
- Max Grodenchik in Star Trek: Deep Space Nine
- Jerry "Manine" Espenson in Boston Legal
- Miles Bainbridge in Big Time Rush (ep. 2x04)
- Delaney Williams in The Wire
- Laurence Cohen in CSI - Scena del crimine
- Joe Regalbuto in Streethawk
- Personaggi minori in Chicago Fire
- professor Richard Lazarus in Doctor Who
- Stuart Charnol in X-Files (ep. 3x04)
- Vari Esperti in 1000 modi per morire
- Frank Langella in The Americans
- Michael Palin ne Il circo volante dei Monty Python
- Christopher Lloyd in Knuckles
- Yul Vazquez in Will Trent
- James Ning in Breaking Bad(ep. 13x03)
- C-3PO in Ahsoka

### Soap opera e telenovelas
- Hans-Jochen Röhrig ne La strada per la felicità
- Héctor Díaz in Niní
- Arturo Bonin in Rebelde Way (4° doppiaggio)
- Rodolfo Machado in Rosa... de lejos
- Jorge Marrale in Batticuore
- Renato Gutiérrez in La provinciale

### Serie animate
- C-3PO in Star Wars: Clone Wars, Star Wars: The Clone Wars, Star Wars Rebels, Star Wars: Forces of Destiny, Star Wars Resistance
- Barnyard Dawg, Ettore[15] (3ª voce), Cecil Tartaruga (2ª voce), Mugsy, Ned Morton, Sam Canepastore (2ª voce) e altri personaggi in Looney Tunes e Merrie Melodies;[16] Barnyard Dawg e Marvin il Marziano in The Looney Tunes Show;[17] Marvin il Marziano in New Looney Tunes, Looney Tunes Cartoons e Bugs Bunny costruzioni
- Panico in Hercules e House of Mouse - Il Topoclub
- Miyoga in Inuyasha (serie 2-6) e Inuyasha: The Final Act
- Jack Candela in Freakazoid!
- Kermit in Muppet Show (ridoppiaggi 2007 e 2021), I Muppet, Muppet Babies (2018), Ecco i Muppet e I Griffin
- Tappo (parte cantata) ne Il libro di Pooh e I miei amici Tigro e Pooh
- Peter Griffin, Nate Griffin,[18] Mickey McFinnigan, Chip (ep. 12x02), Retep (ep. 12x19), Abraham Simpson, Seth MacFarlane e Woody Allen (ep. 16x7-16x18) ne I Griffin.
- Peter Griffin in American Dad! e The Cleveland Show
- Megane (ep. 17-18), Hanawa (ep. 55), Onsen (epp. 60–65), Ataru Moroboshi (epp. 67–109), Padre di Asuka (ep. 67, 153-218), Rei (ep. 68) e Kuroko B in Lamù
- Richard Watterson, Banana Joe (ep. 1x13), Ocho (ep. 2x08) e Rocky (st. 3+) ne Lo straordinario mondo di Gumball
- Boe Szyslak (st. 1-7), Abraham Simpson (st. 23+) ne I Simpson[19].
- Saddam Hussein (st. 2), signor Derp, imperatore Hirohito e Pennino in South Park (doppiaggio Mediaset)[20]
- Bianconiglio, Flaps l'avvoltoio e Sceriffo di Nottingham in House of Mouse - Il Topoclub
- Puff al Formaggio, Babbo Natale e Mago del Male (st. 2) in Uncle Grandpa
- Professor Farnsworth (st. 6+), Ogden Wernstrom (st. 1-5) e Pinza (ep. 2x03) in Futurama
- Pesto e Sherlock Holmes in Animaniacs[21]
- Peter e Cobra in Lupin, l'incorreggibile Lupin
- Lupo Alberto e Glicerina in Lupo Alberto (st. 2)
- Ade Formichiere e Tom Tartaruga in Caribou Kitchen
- Akira Toriyama in Dr. Slump (doppiaggio CRC)
- Omar (Matsudo) in Nanà Supergirl[22]
- Bestiaccia ne Gli orsetti del cuore
- Clyde in Tom & Jerry Kids (st. 1)
- Secret Squirrel in 2 cani stupidi
- Palla Di Neve in Pinky and the Brain - Mignolo e prof
- Flem in Mucca e Pollo
- Giustino in Leone il cane fifone (st. 1-3)
- Cleotous Dobbs in Kim Possible
- Pleakley in Lilo & Stitch
- Membro delle Seele in Neon Genesis Evangelion
- George Martin in Gli Astromartin
- Wade in Garfield e i suoi amici
- Muck (1ª voce) in Bob aggiustatutto
- Prof. Bugspit in Maggie
- Terence in Rubbadubbers
- Polly Pappagallo in Peppa Pig
- Prof. Polidori in Scuola di vampiri
- Connie Cunaman in Brickleberry
- Cyborg (1ª voce) in Teen Titans Go!
- Bernardo in Bu-Bum! La strada verso casa
- Jeff Boomhauer in King of the Hill
- M.O.D.O.K. in Super Hero Squad Show
- Squirtum in Tree Fu Tom
- Re Donuts in Yes! Pretty Cure 5 GoGo!
- L'ispettore Clouseau ne L'ispettore
- Cecco in Cecco della botte - Nuove avventure
- Stinger in Change! Getter Robot
- Kuzemi in Eureka Seven
- Gorby in Finley spegni fuoco
- Jiggers in Iggy Piggy Ranger
- Togor Kole in Little Battlers eXperience
- Al in Vita da giungla: alla riscossa!
- Trelawney ne L'isola del tesoro
- Wizgiz in Winx Club (serie 1-5)
- Mad Mod in Teen Titans
- Samuel Baffetti in Peter Coniglio
- Maestro Chen in LEGO Ninjago
- Tutter in Bear Nella Grande Casa Blu
- Bush in American Dad! (ep. 3x10)
- Samuel in Dez dei desideri
- Commissario Basettoni in Topolino - Strepitose avventure
- Cyprien ne Le audaci inchieste di Miss Prudenza (st. 2)
- Gao Hai in Code Geass: Lelouch of the Rebellion (st. 2)
- Goro Inukai in Paranoia Agent
- Kuraudo Gouda in Psycho-Pass (ep. 1x3)
- Bob Belcher in Bob's Burgers (2ª voce, st. 10x12-14×11)
- Potionses in Nefertina sul Nilo
- Mitsuhiro Ide in Ultraman
- Lurdo ne I Lunnis
- Giovanni in Teen Days
- Emmet ne I Dalton
- Satis in Oban Star-Racers

### Film TV
- Anton Lesser in Troilo e Cressida
- Martin Short in Alice nel Paese delle Meraviglie
- Voce narrante ne Il nostro Eduardo[23]

### Videogiochi
- C-3PO in Disney Infinity 3.0[24]
- Robert House in Fallout: New Vegas[25]
- Professor Zundapp in Cars 2[26]
- Marvin il Marziano in MultiVersus[27]

### Programmi televisivi
- Dalai Lama in Ballarò
- Voce fuori campo in Enigma (2003)
- Passaggio a Nord Ovest
- Nato il sei ottobre

### Pubblicità
- Spot TV Gratta e vinci, Pavesini, Wind, Estathè, Gocciole, Coop e Aquarius.

Dal 1988 al 1992 ha vestito i panni del maggiordomo nelle campagne pubblicitarie del caffè Lavazza con Nino Manfredi, con il tormentone «Ah! Non c'è più caffè!»; nel 2012 ha interpretato il prete della pubblicità Wind All Inclusive.

## Direzione del doppiaggio
- Serie animate: Lo straordinario mondo di Gumball, Bob's Burgers
- Telefilm: Agli ordini papà

## Riconoscimenti
- Vincitore del Premio Voce maschile di un cartone animato attribuito dalla giuria al Gran Galà del Doppiaggio - Romics 2008.
- Vincitore del Premio come miglior voce maschile di un cartone animato (I Griffin) a Le Voci del Cinema 2015.
- Premiato come miglior doppiatore protagonista per Benoît Poelvoorde nel film Dio Esiste e vive a Bruxelles al Gran Premio del Doppiaggio 2016.